# Gilbert Lonzarich
Gilbert Lonzarich é um físico estadunidense.
Em 1989 foi eleito membro da Royal Society.